# الغلط في حساب الزمن
يقصد بمصطلح الغلط في حساب الزمن (مشتق من يوناني "παρά، " «على الجانب،»، و"χρόνος، " «الزمن») وهي أي شيء يحدث في سياق زمني (فترة زمنية) وهي ليست بالضرورة غير موجودة أو مستحيلة، ولكنها لا تحدث عادةً. وتُعد في الغالب من الأشياء، ولكنها تكون أحيانًا تعبيرًا اصطلاحيًا أو تقنيةً أو فكرةً فلسفية أو نمطًا موسيقيًا أو مادةً أو عُرفًا أو أي شيء آخر مرتبط بدرجةٍ كبيرةٍ بفترة زمنية محددة ثم يُصبح غريبًا في فترة زمنية لاحقة.
وتمثل هذه الحالات من الغلط في حساب الزمن أشياءً أو أفكارًا كانت شائعة فيما مضى، ولكنها الآن تُعد نادرة أو غير ملائمة. وهي عادةً تتخذ شكل تقنية قديمة أو موضة عفى عليها الزمن. وهذا يختلف تمامًا عن الغلط في التاريخ، والتي لم يتم حينها اختراع هذا الشيء أو نشأة هذه الفكرة بعد وبالتالي فهي ليست موجودة في وقت الحديث عنها. ومن الأمثلة التي يمكن طرحها عن حالات الغلط في حساب الزمن: أن تقوم مثلًا ربة منزل تقطن بضاحية بالولايات المتحدة في الستينيات من القرن الماضي باستخدام أداة الغسل اليدوية كي تقوم بغسل الملابس (بعدما انتشرت الغسالات الأوتوماتيكية)، أو أن يكون مراهق من نفس الفترة الزمنية مولعًا بالموسيقى الزنجية الأمريكية.